# Associazione Calcio Treviso 1983-1984
Questa voce raccoglie le informazioni riguardanti l'Associazione Calcio Treviso nelle competizioni ufficiali della stagione 1983-1984.

## Divise e sponsor
Il Treviso ha giocato con la classica maglia Bianco-celeste con i calzoncini bianchi e i calzettoni anch'essi bianchi.

## Rosa
| N. |                   | Ruolo | Calciatore         |
| -- | ----------------- | ----- | ------------------ |
|    | Italia (bandiera) | C     | Franco Bergamaschi |
|    | Italia (bandiera) | C     | Andra Berto        |
|    | Italia (bandiera) | A     | Alberto Cambiaghi  |
|    | Italia (bandiera) | C     | Claudio Canzian    |
|    | Italia (bandiera) | D     | Robertino Casasola |
|    | Italia (bandiera) | P     | Nello Cusin        |
|    | Italia (bandiera) | A     | Roberto Di Nicola  |
|    | Italia (bandiera) | A     | Pasquale D'Oriano  |
|    | Italia (bandiera) | C     | Fulvio Franca      |
|    | Italia (bandiera) | P     | Maurizio Memo      |

| N. |                   | Ruolo | Calciatore         |
| -- | ----------------- | ----- | ------------------ |
|    | Italia (bandiera) | D     | Walter Grezzani    |
|    | Italia (bandiera) | C     | Walter Moneta      |
|    | Italia (bandiera) | C     | Giuseppe Niero     |
|    | Italia (bandiera) | D     | Mauro Nuti         |
|    | Italia (bandiera) | C     | Ennio Ori          |
|    | Italia (bandiera) | D     | Paolo Piccinato    |
|    | Italia (bandiera) | A     | Luigi Tirapelle    |
|    | Italia (bandiera) | D     | Carlo Tonon        |
|    | Italia (bandiera) | C     | Alessandro Zanatta |
|    | Italia (bandiera) | D     | Remo Zavarise      |

## Risultati

### Campionato

#### Girone di andata
| 18 settembre 1983 1ª giornata | Rimini | 1 – 1 | Treviso |  |

| 25 settembre 1983 2ª giornata | Treviso | 1 – 0 | SPAL |  |

| 2 ottobre 1983 3ª giornata | Modena | 0 – 1 | Treviso |  |

| 9 ottobre 1983 4ª giornata | Treviso | 0 – 3 | Parma |  |

| 16 ottobre 1983 5ª giornata | Prato | 0 – 1 | Treviso |  |

| 23 ottobre 1983 6ª giornata | Carrarese | 3 – 1 | Treviso |  |

| 30 ottobre 1983 7ª giornata | Treviso | 0 – 1 | Brescia |  |

| 6 novembre 1983 8ª giornata | Trento | 0 – 0 | Treviso |  |

| 13 novembre 1983 9ª giornata | Treviso | 2 – 2 | Lanerossi Vicenza |  |

| 20 novembre 1983 10ª giornata | Fanfulla | 1 – 1 | Treviso |  |

| 27 novembre 1983 11ª giornata | Treviso | 0 – 2 | Rondinella Marzocco |  |

| 4 dicembre 1983 12ª giornata | Fano | 2 – 2 | Treviso |  |

| 11 dicembre 1983 13ª giornata | Treviso | 0 – 0 | Legnano |  |

| 18 dicembre 1983 14ª giornata | Sanremese | 3 – 2 | Treviso |  |

| 8 gennaio 1984 15ª giornata | Treviso | 1 – 0 | Reggiana |  |

| 15 gennaio 1984 16ª giornata | Bologna | 3 – 1 | Treviso |  |

| 22 gennaio 1984 17ª giornata | Treviso | 2 – 1 | Ancona |  |

#### Girone di ritorno
| 29 gennaio 1984 18ª giornata | Treviso | 1 – 1 | Rimini |  |

| 5 febbraio 1984 19ª giornata | SPAL | 1 – 1 | Treviso |  |

| 12 febbraio 1984 20ª giornata | Treviso | 1 – 1 | Modena |  |

| 19 febbraio 1984 21ª giornata | Parma | 2 – 1 | Treviso |  |

| 26 febbraio 1984 22ª giornata | Treviso | 1 – 1 | Prato |  |

| 4 marzo 1984 23ª giornata | Treviso | 1 – 0 | Carrarese |  |

| 11 marzo 1984 24ª giornata | Brescia | 0 – 0 | Treviso |  |

| 18 marzo 1984 25ª giornata | Treviso | 2 – 1 | Trento |  |

| 1º aprile 1984 26ª giornata | Lanerossi Vicenza | 4 – 0 | Treviso |  |

| 8 aprile 1984 27ª giornata | Treviso | 0 – 0 | Fanfulla |  |

| 15 aprile 1984 28ª giornata | Rondinella Marzocco | 2 – 2 | Treviso |  |

| 29 aprile 1984 29ª giornata | Treviso | 1 – 0 | Fano |  |

| 6 maggio 1984 30ª giornata | Legnano | 1 – 0 | Treviso |  |

| 13 maggio 1984 31ª giornata | Treviso | 0 – 0 | Sanremese |  |

| 20 maggio 1984 32ª giornata | Reggiana | 1 – 1 | Treviso |  |

| 27 maggio 1984 33ª giornata | Treviso | 0 – 0 | Bologna |  |

| 3 giugno 1984 34ª giornata | Ancona | 3 – 2 | Treviso |  |